# Хамуди
Хамуди је био последњи фараон Хикса из Петнаесте династије. Његова владавина била је ограничена на релативно уско подручје Доњег Египта. Тебански владар Ахмосе I напао га је у десетој години његове владавине, а поразио га је у 16. години. На основу овога се рачуна да је владао у периоду 1540-1534. п. н. е. у Доњем Египту односно 1560-1554. п. н. е. према високој хронологији.
1. ↑  Ерик Хорнунг, Ролф Краус, Давид Варбуртон (2006). Старо Египатска хронологија. Лајден: Абрил. ISBN 978-90-474-0400-2. OCLC 234197461.